# Psoroma asperellum
Psoroma asperellum är en lavart som beskrevs av Nyl. Psoroma asperellum ingår i släktet Psoroma och familjen Pannariaceae.   Inga underarter finns listade i Catalogue of Life.